# Jennifer Saunders
Jennifer Jane Saunders (ur. 6 lipca 1958 w Sleaford, Anglia, Wielka Brytania) – brytyjska aktorka i autorka scenariuszy, które tworzy w duecie z Dawn French.

## Kariera
Rozpoczęła karierę aktorską w latach 80., po ukończeniu London's Central School of Speech and Drama. Została zauważona gdy zaczęła występować w The Comic Strip. Razem ze swoją zawodową partnerką Dawn French rozpoczęły pisanie scenariuszy do show pod roboczym tytułem French and Saunders, którym zdobyły światowe uznanie. Razem też stworzyły scenariusz do serialu Absolutnie fantastyczne, w którym Jennifer Saunders odgrywa jedną z głównych ról występując jako Edina Monsoon (w duecie z Joanną Lumley).
Równocześnie grała w innych realizacjach filmowych. Gościnnie wystąpiła w amerykańskich serialach Roseanne i Przyjaciele, otrzymała amerykańską nagrodę People's Choice Award za użyczenie głosu Wróżce Chrzestnej w filmie Shrek 2. Napisała scenariusz i wystąpiła w filmach Jam & Jerusalem i The Life And Times of Vivienne Vyle.
Mężem Jennifer jest brytyjski aktor, komik, reżyser i muzyk Adrian Edmondson. Para ma troje dzieci.

## Wybrana filmografia
- 1987-2007: French & Saunders
- 1995: W środku mrocznej zimy (In the Bleak Midwinter)
- 1999: Chłopak na gwałt poszukiwany (Fanny and Elvis)
- 1999: Torcik podano jako Colombine
- 2000: MirrorBall jako Vivienne Keill
- 1992-2012: Absolutnie fantastyczne jako Edina 'Eddy' Monsoon
- 2002: Pongwiffy jako Sharkadder (głos)
- 2004: Shrek 2 jako Czarodziejka Matka Chrzestna (głos)
- 2006: Serdeczne porozumienie (L'Entente cordiale) jako Gwendoline
- 2008: Koralina i tajemnicze drzwi (Coraline) jako Panna Forcible (dubbing)

## Nagrody i nominacje

### Otrzymane
- 1991: Writers' Guild of Great Britain Award for TV Light Entertainment - French & Saunder
- 1993: BAFTA Award for Best Comedy - Absolutnie fantastyczne
- 1993: Writers' Guild of Great Britain Award TV for Situation Comedy - Absolutnie fantastyczne
- 1994: International Emmy Award for popular arts - Absolutnie fantastyczne[1]
- 2002: Honorary Rose Award - wspólnie z Dawn French
- 2005: People's Choice Award for Best Movie Villain - Shrek 2
- 2009: BAFTA Fellowship - wspólnie z Dawn French[2]

### Nominacje
- 1993: BAFTA Award for Best Light Entertainment Performance - Absolutnie fantastyczne
- 1993: British Comedy Award for Best Comedy Actress - Absolutnie fantastyczne
- 1994: British Comedy Award for Best TV Comedy Actress - Absolutnie fantastyczne
- 1995: BAFTA Award for Best Comedy - Absolutnie fantastyczne
- 1996: BAFTA Award for Best Comedy - Absolutnie fantastyczne
- 1997: BAFTA Award for Best Comedy - Absolutnie fantastyczne